# Bliecos
Bliecos település Spanyolországban, Soria tartományban. Bliecos Serón de Nágima, Velilla de los Ajos, Nolay és Tejado községekkel határos. Lakosainak száma 26 fő (2024).

## Népesség
A település népessége az elmúlt években az alábbi módon változott:
| Lakosok száma | 56   | 43   | 43   | 43   | 42   | 37   | 36   | 33   | 27   | 26   |
|               | 2001 | 2004 | 2007 | 2009 | 2012 | 2014 | 2017 | 2019 | 2022 | 2024 |